# Clément Davy
Clément Davy (Hyères, 17 luglio 1998) è un ciclista su strada e pistard francese che corre per il team Groupama-FDJ; è professionista dal 2021.

## Palmarès

### Strada
- 2016 (Juniores)

Campionati francesi, Prova a cronometro Juniores
- 2017 (Laval 53)

1ª tappa Tour de Loire-Atlantique
Manche-Océan
- 2018 (Sojasun Espoir-ACNC)

Grand Prix U
1ª tappa Circuit du Mené (Plessala, cronometro)
1ª tappa, 2ª semitappa Boucle de l'Artois (Mont-Saint-Éloi > Parc d'Olhain, cronometro)
- 2019 (Groupama-FDJ Continental Team)

2ª tappa, 1ª semitappa Tour de Martinique (Fort-de-France > Le Carbet)
2ª tappa, 2ª semitappa Tour de Martinique (Le Carbet > Fonds-Saint-Denis, cronometro)
3ª tappa Tour de Martinique (Les Trois-Îlets > La Trinité)
- 2020 (Groupama-FDJ Continental Team)

2ª tappa, 1ª semitappa Saint-Brieuc Agglo Tour (Pordic, cronometro)
Classifica generale Saint-Brieuc Agglo Tour

#### Altri successi
- 2017 (Laval 53)

Grand Prix de Saint-Pierre-la-Cour
- 2018 (Sojasun Espoir-ACNC)

Classifica giovani Essor Breton
Classifica a punti Boucle de l'Artois

### Pista
- 2017

Campionati francesi, Inseguimento a squadre (con Aurélien Costeplane, Thomas Denis e Florian Maitre)

## Piazzamenti

### Grandi Giri
- Giro d'Italia

2022: 144º
2024: ritirato
2025: 137º
- Vuelta a España

2023: 135º

### Classiche monumento
- Milano-Sanremo

2021: 161º
2022: 150º
- Parigi-Roubaix

2021: 35º
2022: ritirato
2024: 90º

### Competizioni mondiali
- Campionati del mondo su strada

Doha 2016 - Cronometro Junior: 41º
Doha 2016 - In linea Junior: 101º
- Campionati del mondo su pista

Pruszków 2019 - Inseguimento individuale: 15º

### Competizioni europee
- Campionati europei su strada

Plumelec 2016 - Cronometro Junior: 22º
Plouay 2020 - Cronometro Under-23: 10º
- Campionati europei su pista

Sangalhos 2017 - Inseguimento a squadre Under-23: 5º
Sangalhos 2017 - Inseguimento a individuale Under-23: 8º
Sangalhos 2017 - Americana Under-23: 8º